# 貢山離鮡
貢山離鮡（学名：Creteuchiloglanis gongshanensis）為輻鰭魚綱鯰形目鮡科的其中一種，為溫帶淡水魚類，分布於亞洲中國雲南省淡水流域，體長可達12公分，棲息在底層水域，生活習性不明。
其种加词“gongshanensis”意为“云南贡山的”。